# Ap. Gregorio Alfaro
Ap. Gregorio Alfaro es un apeadero ubicada cerca de la localidad de La Cumbre del Departamento Punilla, provincia de Córdoba, Argentina.

## Ubicación
Se encuentra en el Km 559.4 del Ramal A1 del Ferrocarril General Belgrano. 

## Servicios
Prestará servicios de pasajeros a partir de fines de octubre de 2023.

### Vuelta del tren
Según el intendente de La Cumbre, y en reunión con referentes de Trenes Argentinos, se estipuló la llegada de un coche motor hasta La Cumbre tras el análisis de infraestructura para la extensión del servicio del Tren de las Sierras. Se estimaba que el servicio comenzaría durante el mes de diciembre de 2021, pero problemas con las lluvias y faltantes de rieles y durmientes en la zona de Villa Giardino, han postergado la extensión hasta La Cumbre para fines de 2022.
El 7 de julio de 2022, se publicó el tarifario, donde se anunció que entre cabeceras (La Cumbre es una) sería de apenas 25 pesos.